# Maria Anna Donati
Maria Anna Donati (Ordensname: Celestina della Madre di Dio ‚Cälestina von der Gottesmutter‘, FPSGC) (* 28. Oktober 1848 in Marradi, Italien; † 18. März 1925 in Florenz, Italien) war eine italienische Ordensgründerin. Sie wurde von der katholischen Kirche im Jahr 2008 seliggesprochen.

## Leben
Im Jahr 1889 gründete sie die Gemeinschaft der Figlie Povere di S. Giuseppe Calasanzio (Arme Schwestern des Hl. José Calasanz). Sie widmeten sich der Erziehung der Kinder von Inhaftierten und Straßenkindern. Maria Anna Donati wurde am 30. März 2008 in Florenz seliggesprochen. Ihr Gedenktag in der Liturgie ist der 18. März.